# Trinidad (Kuba)
Trinidad város Kuba déli partvidékén a Sancti Spíritus tartományban. Lakosainak száma a 2002-es népszámláláskor 41 293 volt.

## Története
A várost Diego Velázquez de Cuéllar alapította 1513-ban Villa De la Santísima Trinidad (a legszentebb Szentháromság városa) néven. Hernán Cortés innen indult arra az expedícióra, amely Mexikó felfedezéséhez vezetett. A 16. és 18. század között a dohány, cukor és szarvasmarhatenyésztés gazdaggá tette a várost, amelyet ugyan háromszor is kifosztottak a kalózok, de nem tudták tönkretenni.
A 19. század közepéig Trinidad a cukor egyik legjelentősebb fellegvára volt Kubában. A rabszolgafelkelések és a cukorgyártás általános visszaesése, amelyet az európai cukorrépatermesztés bevezetése okozott, véget vetettek a város fénykorának. Csak az 1950-es években következett ismét egy fellendülés a Cienfuegos és Sancti Spíritus közötti út kiépítésével. Az 1960-as években a várostól néhány kilométerre északra fekvő Escambray-hegység (Sierra de Escambray) volt az ellenforradalmi csapatok búvóhelye.
1988 óta Trinidad városa a világörökség része, a 20 kilométerre található Los Ingenios-völggyel együtt.

## Plaza Mayor

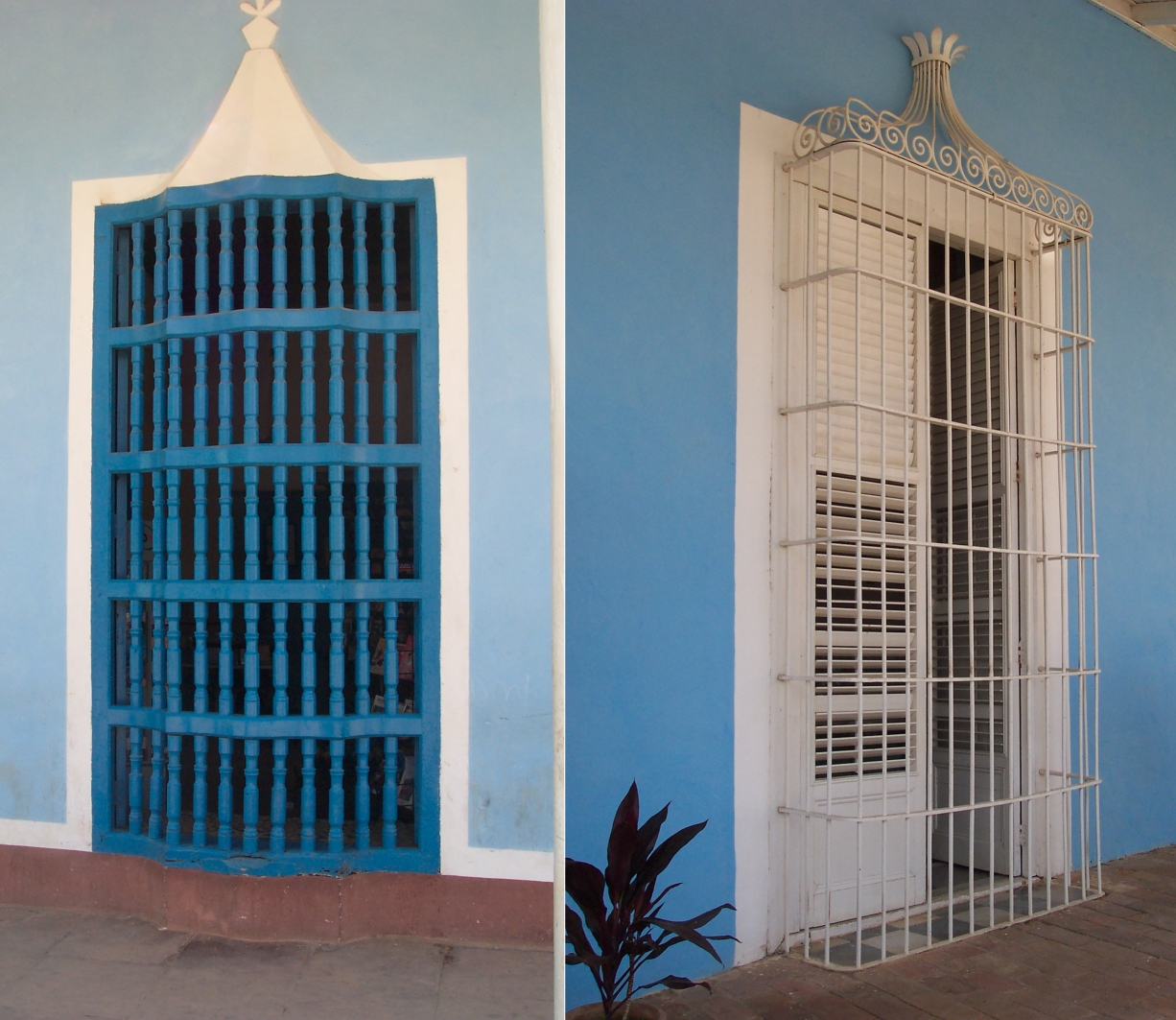
Régi és új barrottes

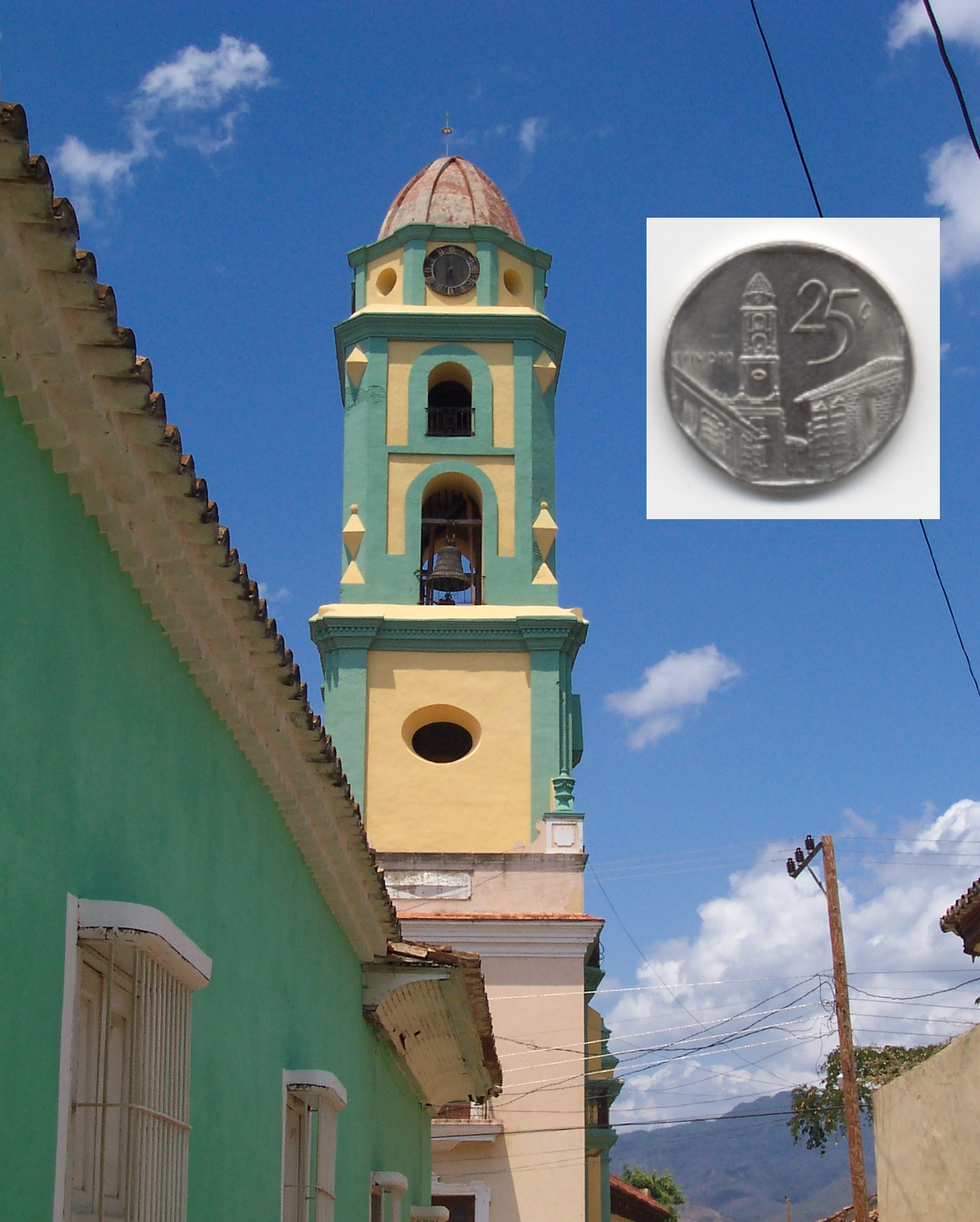
A 25 centavos érem a Szent Ferenc templom és kolostor harangtornyát ábrázolja

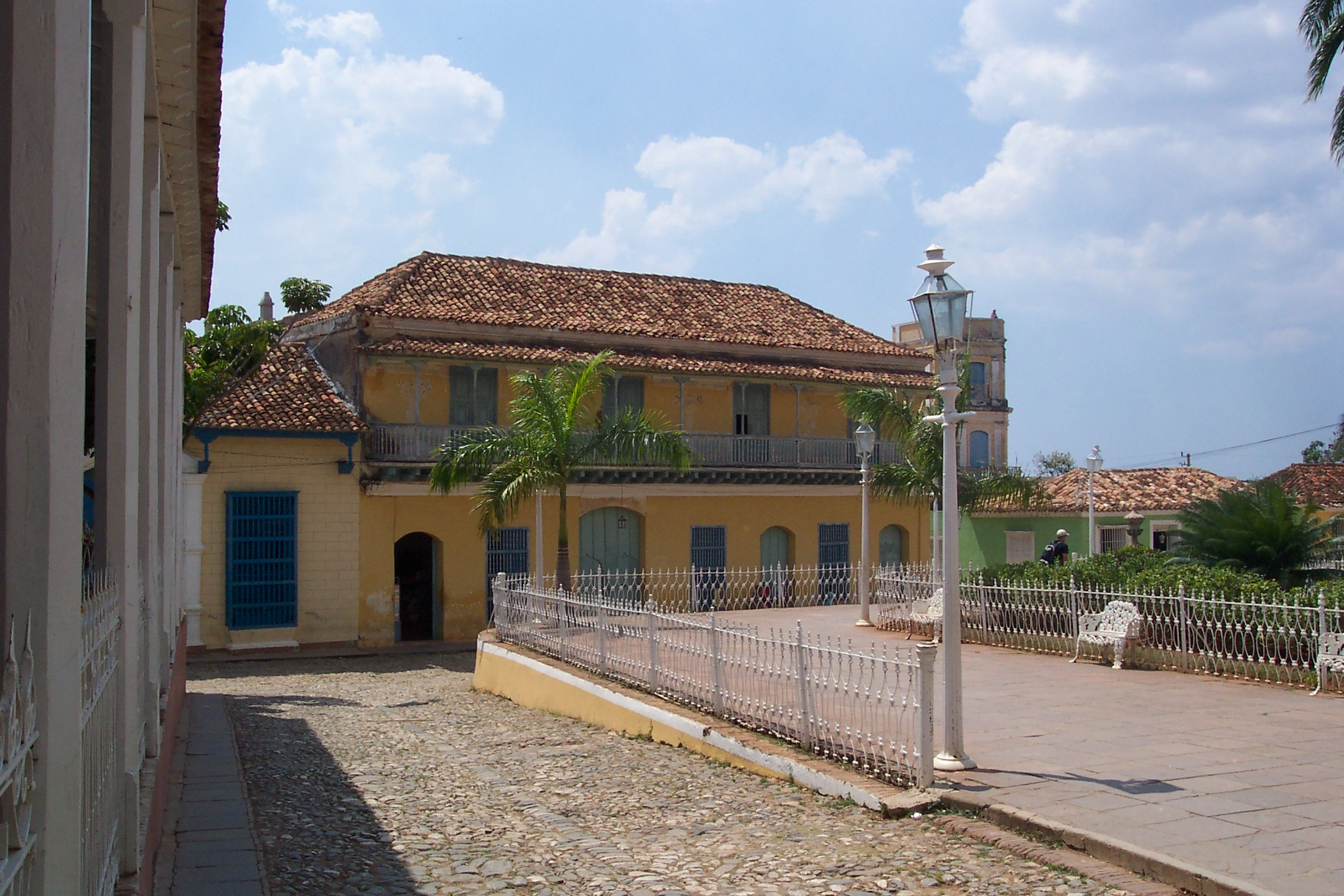
A Casa de Aldemán Ortiz

A város legfőbb látnivalója a Plaza Mayor, amelynek atmoszférája a gyarmati időket idézi. Az összes jelentős múzeum a Plaza Mayor körül található. A tér körüli épületek a 18. és 19. századból származnak, amikor a közeli Valle de los Ingenios cukorgyárai és rabszolgái gazdaggá tették a vidéket.
Trinidad gyarmati házaira a vörös terrakotta tető jellemző. A házakat pasztellszínekre festették, eltérő színnel hangsúlyozva a faszerkezeti elemeket. A nagy főkapun általában egy kisebb bejárati ajtó található. Ellentétben a hasonló korú havannai épületekkel, az ajtó általában közvetlenül a lakótérbe nyílik, nem pedig valamilyen előtérbe. Az ablakokon nincs üveg, helyette barrotes, azaz vékony farudak engedik be a levegőt és zárják ki a behatolást. A házakat általában egy kis belső udvar köré építették.

### Szentháromság-templom
A tér felett a Szentháromság temploma (Iglesia Parroquial de la Santísima Trinidad) magaslik. A jelenlegi templom építését a 19. század végén kezdték és 1892-ben fejezték be. Helyén egy 17. századi régebbi templom állt, amelyet a 19. században egy ciklon rombolt le. A templomban található egy 18. századi Krisztus-szobor, "Az igaz kereszt ura" (El Señor de la Vera Cruz), amelynek a helyiek különleges tisztelettel adóznak. A szobrot eredetileg a mexikói Veracruz templomába szánták, de a szállító hajónak háromszor vissza kellett fordulnia Trinidadba a rossz idő miatt és csak akkor tudta megtenni az utat, amikor otthagyta a szállítmányának azt a részét, ami a szobrot tartalmazta. Ezt a helyiek isteni beavatkozásnak tekintették és a szobor azóta is a templomban áll. Szintén itt található egy nagyméretű neogótikus Mária-szobor (Nuestra Señora de la Piedad). A templom homlokzata neoklasszikus stílusú. A templomtól jobbra egy lépcsősor vezet a Casa de la Musica felé, amely egy modern épület, a régiekhez illeszkedő stílusban.
A lépcsők alatt az Összeesküvők háza (La Casa de los Conspiradores) áll. A nevét arról kapta, hogy itt volt a kubai La Rosa de Cuba társaság titkos találkozóhelye.
A templomtól balra a Brunet-palota található, amelyet 1812-ben Mariano Borrell, a gazdag Borrell család feje építtetett. A nevét Nicholás de la Cruz y Brunet grófról kapta, aki Borrell lányát vette feleségül. Jelenleg a Romantikus Múzeum (Museo Romántico) kapott helyet benne, amely főleg a Borrel család birtokában volt tárgyakat mutatja be. A háznak egy központi balusztrádos udvara van, és megmaradtak az eredeti márványpadló, freskók  és neoklasszikus díszítések.
A Brunet-palotával szemben, a Hernández Echerri út végén a Szent Ferenc-templom és -kolostor áll (Iglesia y Convento de San Francisco), amelyben jelenleg a Banditák elleni harc múzeuma (Museo de la Lucha contra Bandidos) található. A szóban forgó banditák azok az ellenforradalmi erők, akik a közeli Escambray-hegységben találtak menedéket és Fidel Castro kormánya ellen harcoltak. A templomot ferences szerzetesek építették 1813-ban, majd 1848-tól plébániatemplomként használták, 1895-ben pedig a spanyol csapatok garnizonja lett. Utána a templom romlásnak indult és 1920-ra már javarészt lebontották, csak a harangtorony és néhány környező épület maradt meg. A 25 centavos érem hátoldalán a templom harangtornya látható.
A templom alatti kis tér, a Plazuela del Jigüe arról nevezetes, hogy Bartolomé de las Casas itt tartotta az első trinidadi misét 1514-ben.
A Plaza Mayor keleti oldalán a Guamuhaya Régészeti Múzeum (Museo de Arqueología Guamuhaya) helyezkedik el. Guamuhaya a környező vidék neve az egyik bennszülött kubai nyelven. A múzeum prekolumbián, illetve a spanyol hódítás korabeli tárgyakat mutat be. Az épület a 18. századból származik. A 19. században Antonio Padrón vásárolta meg, aki egy térre néző portikusszal bővítette. Amikor Alexander von Humboldt Kubába látogatott, Padrón házában lakott, erre emlékeztet az épület udvarán felállított mellszobor.
A térnek a Régészeti Múzeummal szemközti oldalán Sánchez Iznaga házában (Casa de los Sánchez Iznaga) kapott helyet a Gyarmati Építészet Múzeuma (Museo de Arquitectura Colonial). A 18. században még két ház volt, mindkettő a cukorbáró Sánchez Iznaga család tulajdona, majd a két házat a 19. században összeépítették.
A tér alsó részén áll Ortiz polgármester háza (Casa de Aldemán Ortiz), amelyet 1809-ben épített Ortiz de Zúñiga, aki később a város polgármestere lett. A ház jellemző a trinidadi építészetre: nagy bejárati kapu, benne két kisebb ajtóval, barrotes az ablakokon és terrakotta tető.
A Casa de Aldemán Ortiz egyik oldala a Simón Bolívar útra néz. Ezen az úton valamivel lentebb található a Cantero-palota, az egyik legnagyobb ház a Plaza Mayor körül. Eredetileg Don Borell y Padrón építette, majd egy másik cukorbáró, Cantero vette meg 1851-ben, aki nem sajnálta a pénzt a neoklasszikus díszítésekre. Óriási előcsarnoka egy hatalmas galériás udvarra nyílik. Az előcsarnokban fennmaradtak az eredeti freskók. A ház jelenleg Városi Történelmi Múzeum (Museo de Historia Municipal).

## Trinidadi utcák

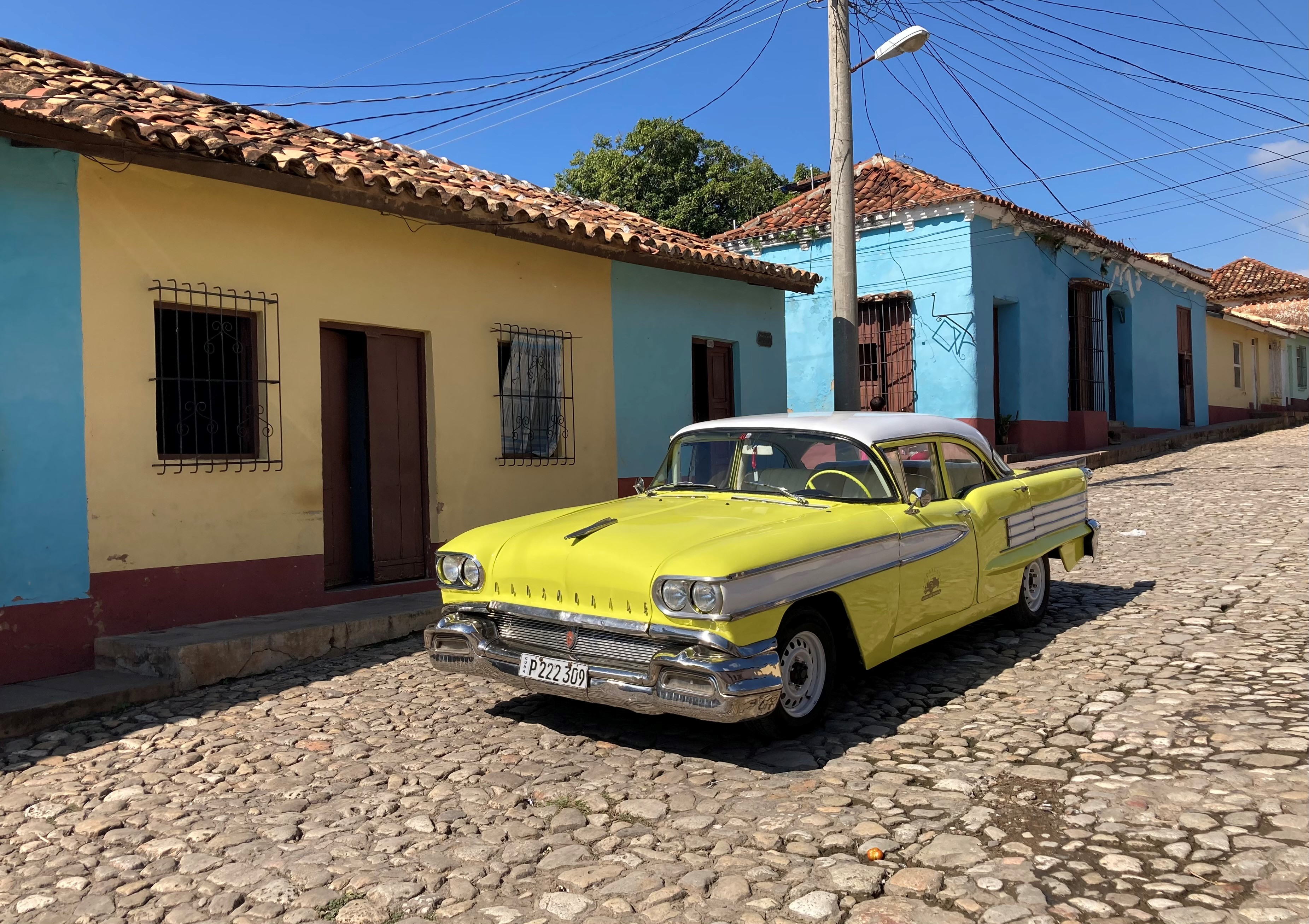
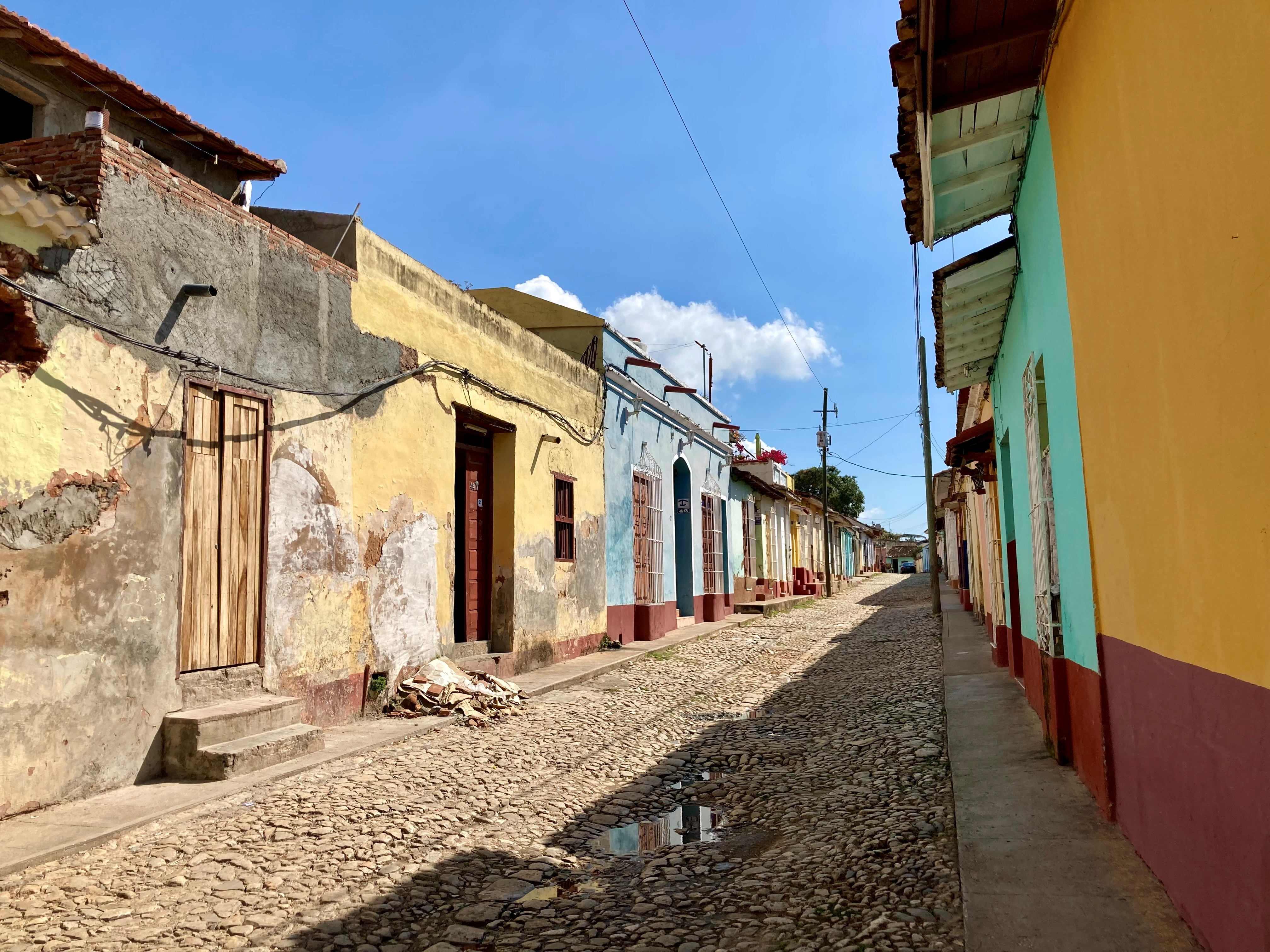
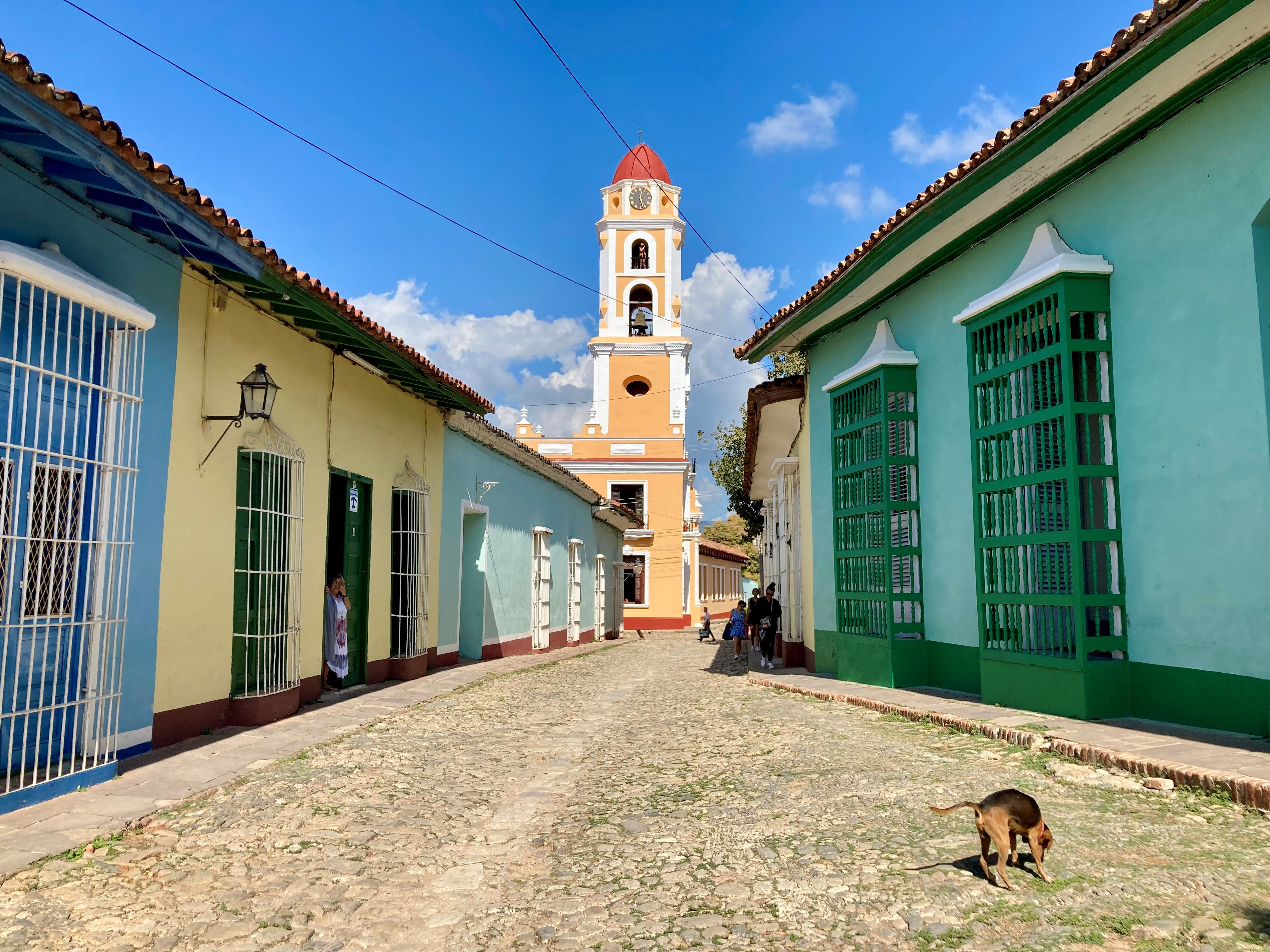
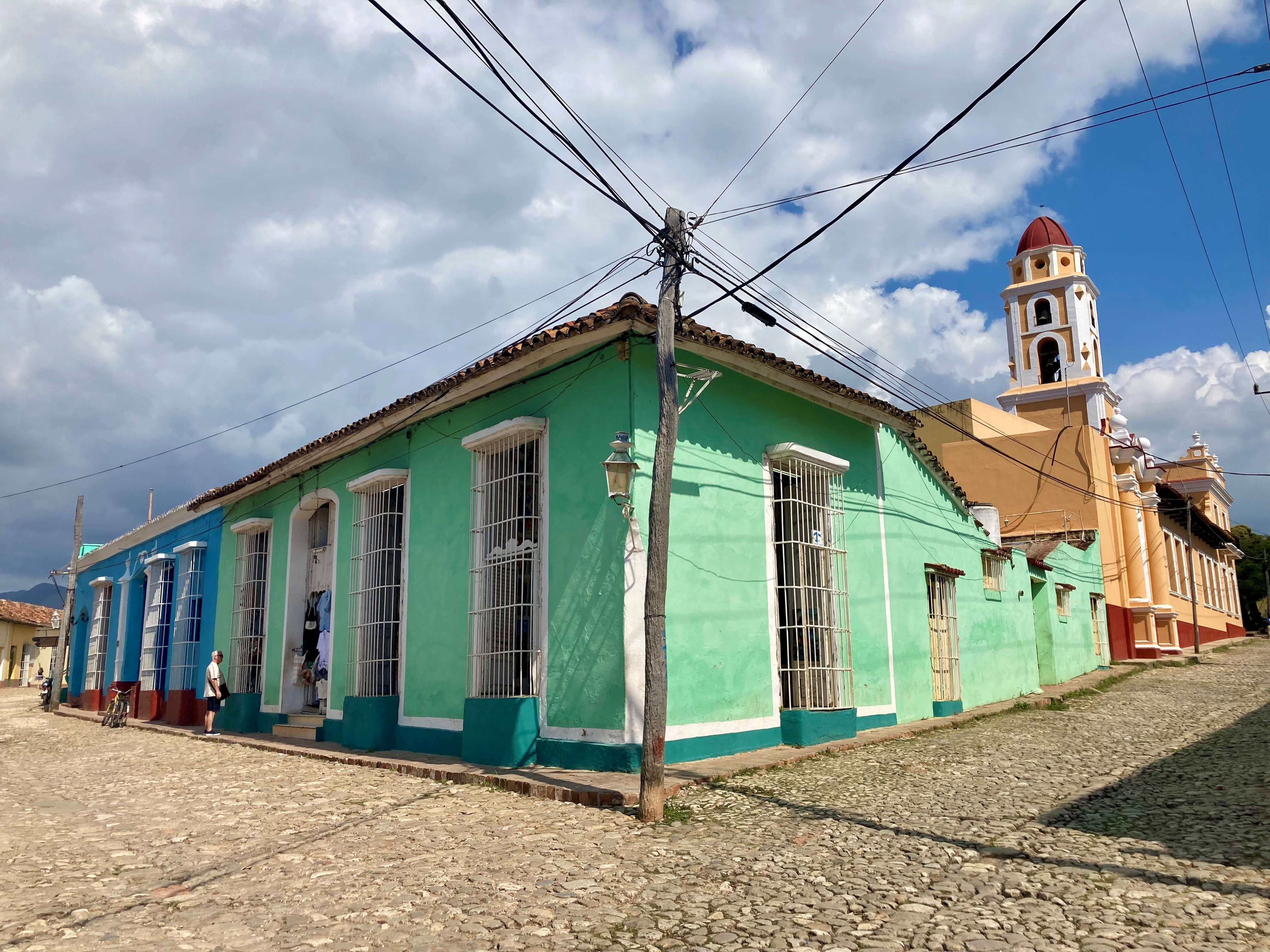
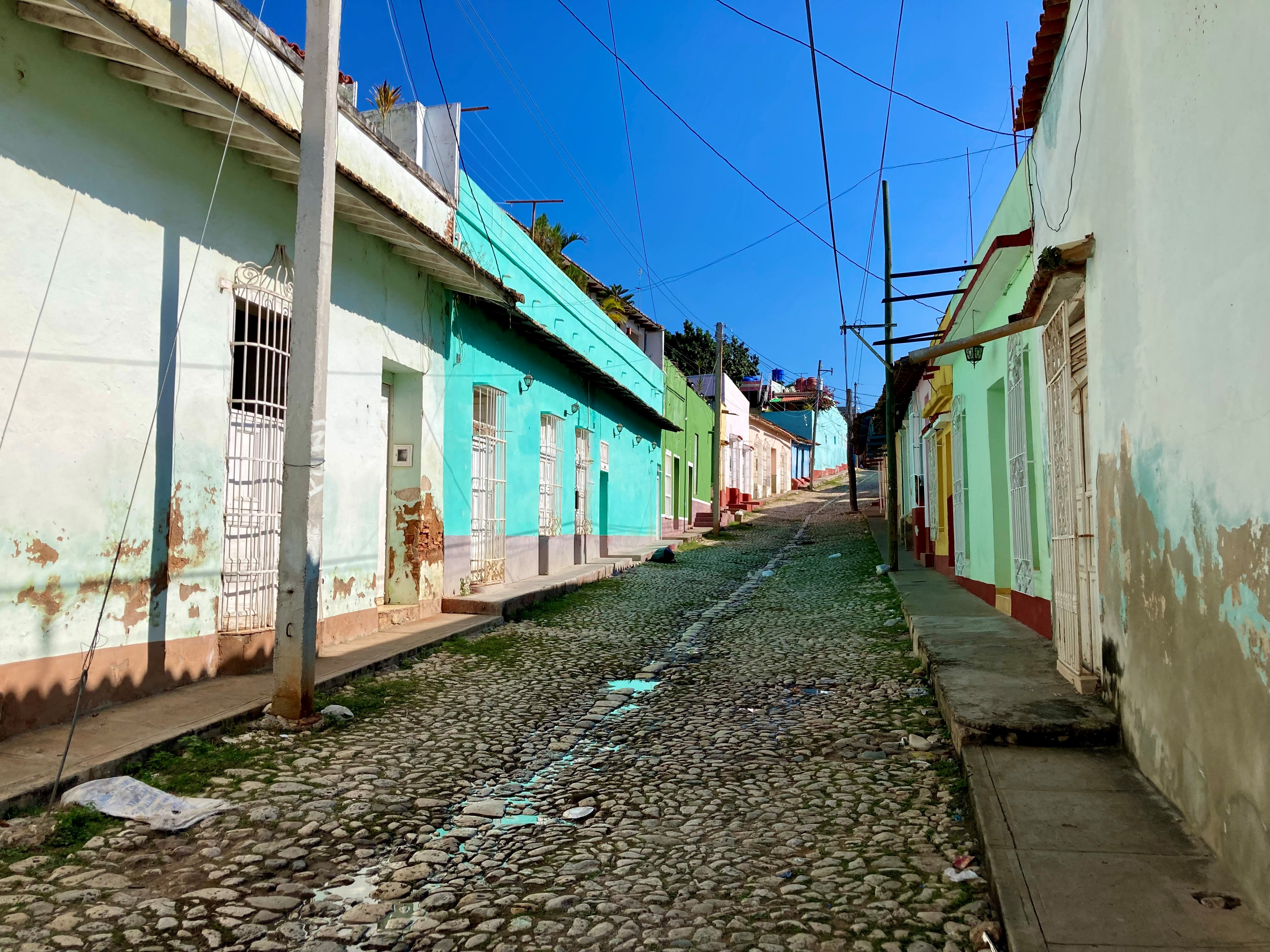
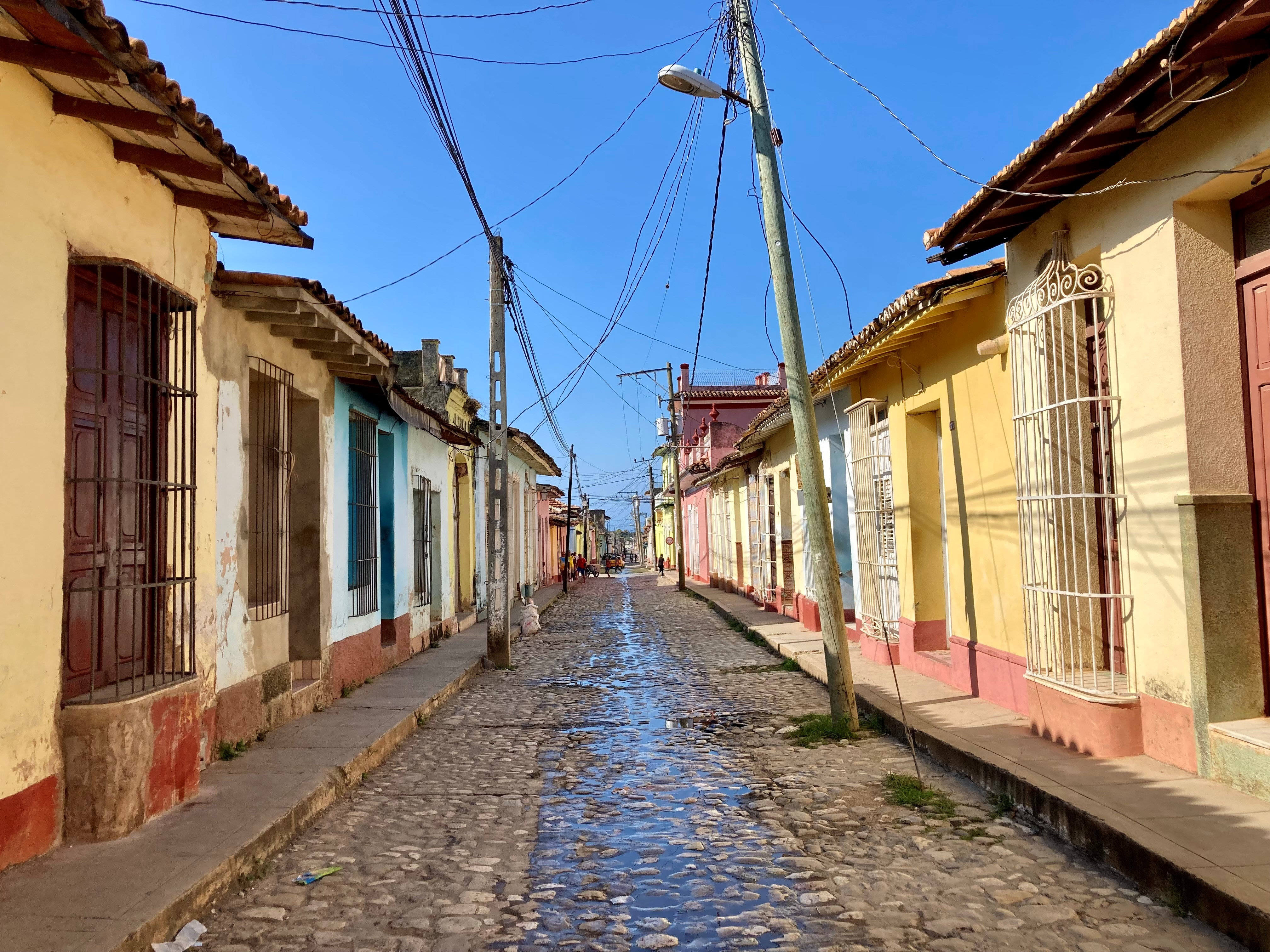

## Fordítás
- Ez a szócikk részben vagy egészben  a   Trinidad (Kuba) című német Wikipédia-szócikk ezen változatának fordításán alapul.  Az eredeti cikk szerkesztőit annak laptörténete sorolja fel. Ez a jelzés csupán a megfogalmazás eredetét és a szerzői jogokat jelzi, nem szolgál a cikkben szereplő információk forrásmegjelöléseként.
- Ez a szócikk részben vagy egészben  a   Plaza Mayor, Trinidad, Cuba című angol Wikipédia-szócikk ezen változatának fordításán alapul.  Az eredeti cikk szerkesztőit annak laptörténete sorolja fel. Ez a jelzés csupán a megfogalmazás eredetét és a szerzői jogokat jelzi, nem szolgál a cikkben szereplő információk forrásmegjelöléseként.